# Simulium singtamense
Simulium singtamense es una especie de insecto del género Simulium, familia Simuliidae, orden Diptera.
Fue descrita científicamente por Datta & Pal, 1975.